# リッチ・イン・ラブ
『リッチ・イン・ラブ』（Rich in Love）は1993年のアメリカ映画。『ドライビング Miss デイジー』のスタッフが、監督･脚本･製作を手掛けた。音楽は、『プラトーン』など数々の作品を手掛け、公開前年に亡くなった映画音楽の巨匠ジョルジュ・ドルリュー。原作は、ジョセフィン・ハンフリーズ著『愛にあふれて』（新潮文庫）。

## ストーリー
オドーム家は裕福な大邸宅で暮らしていた。家長のウォーレン（アルバート・フィニー）は引退し、家をぶらぶらする毎日。17歳の娘ルシール（キャスリン・アーブ）は、高校でも優等生で、一家は幸せな日々を送っていた。
ところがある日、突然母のヘレン（ジル・クレイバーグ）が「第二の人生を始める」と置き手紙を残し去って行く。父はショックで自分を見失ってしまい、さらに問題の多い姉夫婦が同居するようになる。そんな中、ルシールは学校を退学し、恋もあきらめ、自分が一家の主婦になり、家族を支えようと決意する。

## キャスト
- ウォーレン・オドーム：アルバート・フィニー
- ヘレン・オドーム：ジル・クレイバーグ
- ルシール・オドーム：キャスリン・アーブ
- ビリー・マックィーン：カイル・マクラクラン
- ヴェラ：パイパー・ローリー
- ウェイン：イーサン・ホーク
- レイ・オドーム：スージー・エイミス
- ロディ・プール：アルフレ・ウッダード
- サム・プール：ウェイン・デ・ハート

## リリース
日本では劇場未公開、ビデオソフトが1994年3月3日、ワーナー・ホーム・ビデオより販売された。